# Tropiometroidea
Tropiometroidea zijn een superfamilie uit de orde van de haarsterren (Comatulida).

## Families
- Asterometridae Gislén, 1924
- Calometridae A.H. Clark, 1911
- Charitometridae A.H. Clark, 1909
- Ptilometridae A.H. Clark, 1914
- Thalassometridae A.H. Clark, 1908
- Tropiometridae A.H. Clark, 1908